# Pseudolampona glenmore
Pseudolampona glenmore is een spinnensoort uit de familie Lamponidae. De soort komt voor in Queensland.